# پیتریازیس آمیانتاسه
پیتریازیس آمیانتاسه (انگلیسی: Pityriasis amiantacea) یک بیماری پوستی اِگزمایی پوستِ سر است که شوره‌ها و پوسته‌های ضخیم سر به ریشه‌های موهای مجاور گسترش می‌یابد. این وضعیت موجب زخم یا ریزش مو نمی‌شود.: ۶۴۷ 
پیتریازیس آمیانتاسه، نخستین بار در سال ۱۸۳۲ میلادی توسط متخصص پوست فرانسوی «ژان-لویی مارک آلیبر» شرح داده شد. در این بیماری پوسته‌های ریز سر به صورت شوره و در لایه‌های متعدد براق و شبیه یه آزبست به ریشهٔ موها می‌چسبند. این پوسته‌ها چندین ریشه مو را به هم گره زده و کلافه‌ای از موها به‌وجود می‌آوردند. این وضعیت ممکن است موضعی باشد یا آنکه تمام پوست سر را فرا گیرد. اگر موهای این نواحی توسط فرد کنده شود، ممکن است کچلی موضعی موقت ایجاد شود و این بیماری نادر است و در جنس مؤنث بیشتر دیده می‌شود.

## تشخیص
این بیماری به آسانی با بیماری‌هایی چون پسوریازیس، درماتیت سبوره‌ای و لیکن پلان اشتباه گرفته می‌شود، اما در پیتریازیس آمیانتاسه، شوره‌های سر، هم به ریشه مو و هم به پوست سر چسبیده‌اند. این بیماری ممکن است جزئی از تظاهرات بیماری‌های التهابی دیگری چون درماتیت آتوپیک یا درماتیت سبوره‌ای باشد که در این صورت، ایجاد شوره‌های چرب یا ریزش مو محتمل است. مطابق «درسنامهٔ بیماری‌های پوست بولونیا»، پیتریازیس آمیانتاسه بیشتر به‌همراه پسوریازیس دیده می‌شود، اما ممکن است ثانویه به درماتیت آتوپیک عفونت‌یافته، درماتیت سبوره‌ای و کچلی قارچی سر (Tinea capitis) باشد.

## درمان
در بیشتر مبتلایان به پیتریازیس آمیانتاسه، باکتری استافیلوکوک دیده شده‌است. وقتی استافیلوکوک اورئوس موجود باشد، آنتی‌بیوتیک خوراکی و شامپوهای قطران زغال‌سنگ به‌طور کامل آن را درمان می‌کنند. عفونت قارچی همچون درماتوفیتوز پوست سر علائمی شبیه به پیتریازیس آمیانتاسه ایجاد می‌کنند و درمان‌های ضد قارچ آن را درمان می‌کند.